# Arzawa Minor
Con il termine Arzawa Minor (o Arzawa Proper), secondo una distinzione effettuata per prima dalla studiosa Susanne Heinhold-Krahmer (1977), si identifica un regno sorto attorno alla metà del XIV secolo a.C. nell'Anatolia occidentale, a seguito della suddivisione operata (1350 a.C. ca.), probabilmente per ottenere un miglior controllo del territorio, dal conquistatore Ittita Šuppiluliuma I di un precedente stato Arzawa unitario (denominato dalla Heinhold-Krahmer Grande Arzawa).
Gli altri regni in cui fu suddivisa l'area furono quello della Terra del fiume Seha, quello di Mira e quello di Hapalla. È probabile che un ulteriore stato, talvolta inserito tra i regni di Arzawa e talvolta no, cioè quello di Wilusa (forse la Troia dei Greci), fosse già staccato dagli altri in precedenza.
Il regno di Arzawa Minor si stendeva attorno ad Apasa/Efeso, capitale del precedente regno unitario. Si affacciava quindi sull'Egeo, avendo come confinante a nord la Terra del fiume Seha, a sud la città-stato di Millawata/Mileto e ad est lo stato di Mira.
È possibile che l'ultimo sovrano del regno unitario prima della sottomissione agli Ittiti fosse stato Uhha-Ziti, che rimase comunque sul trono di Arzawa Minor. Egli rimase sempre recalcitrante al giogo del nuovo padrone, forse per il ricordo dello splendore passato quando, per un breve periodo sotto Tarhuna-Radu, Arzawa aveva scalzato gli Ittiti come prima potenza anatolica. 
Probabilmente Uhha-Ziti non era figlio di Tarhuna-Radu, ma apparteneva al suo entourage familiare. È possibile fosse il figlio di suo figlio, come ipotizza Freu, che potrebbe essere stato un tale Anzapahaddu del quale abbiamo notizia per aver sfidato il re ittita (1350 a.C. ca.), sconfitto pesantemente il generale Himuili inviatogli contro e, alla fine, essere battuto da Šuppiluliuma I stesso.
Comunque nel 1321 all'ascesa al trono del figlio di Šuppiluliuma, Muršili II, Uhha-Ziti si rivoltò. E cosi Muršili, appena ventenne, alla testa del proprio esercito si diresse ad ovest per domare la rivolta. Dai testi giunti sino a noi si intuisce la trepidazione del giovanissimo sovrano mentre marciava verso Arzawa per riaffermare l'autorità del proprio regno.
Gli stati Arzawa, una volta scoppiata la guerra, si divisero: solo Terra del fiume Seha seguì Uhha-Ziti, mentre Hapalla e Wilusa restarono neutrali e Mashuiluwa e la città di Mira appoggiarono gli Ittiti. A fomentare la rivolta di Uhha-Ziti fu forse lo stato miceneo di Ahhiyawa, ancora non identificato con certezza, che aveva mire sull'Anatolia occidentale, e tentava di infiltrarsi sfruttando le rivalità locali usando come base la città di Millawata/Mileto.
Proprio mentre Muršili si dirigeva verso Arzawa, un meteorite cade sulla città di Apasa e ferì, tra gli altri, proprio Uhha-Ziti alle ginocchia. Gli Ittiti interpretarono questo segnale come benaugurante, mentre il re di Arzawa, impossibilitato a guidare le proprie truppe, le inviò con suo figlio Piyama-Kurunta al comando.
Nello scontro sul fiume Astarpa, confine di Arzawa, Muršili sconfisse il nemico e marciò indisturbato su Apasa (1319 a.C.), che saccheggiò e sottomise.
Uhha-Ziti, gravemente sofferente, fuggì prima dell'arrivo degli Ittiti e riparò "nelle isole attraverso il mare", forse territori di Ahhiyawa, dove, pochi mesi dopo la fuga, morì in esilio.
Lo stato di Arzawa Minor al termine della rivolta venne cancellato ed i suoi territori inglobati nel regno di Mira.
Oggi alcuni storici ritengono probabile che in realtà fino alla rivolta del 1321 a.C., Mira non fosse uno stato indipendente, ma che fosse essa stessa parte di Arzawa Minor. Secondo questa teoria, dopo la rivolta, Muršili avrebbe spostato la sede del regno a Mira, insediandovi come sovrano il fedele Mashuiluwa. Negli annali Ittiti Mashuiluwa venne chiamato infatti "il Signore di Arzawa".
È possibile che oltre alla fedeltà verso gli Ittiti, Mashuiluwa avesse anche motivi personali per schierarsi contro Uhha-Ziti: un passaggio negli Annali di Muršili, infatti, lascia intendere che proprio Mashuiluwa potesse essere l'erede legittimo del trono di Arzawa, forse addirittura della Grande Arzawa, come suggerisce Starke, e che Uhha-Ziti potesse essere un usurpatore. infatti Muršili narra: "...e la terra di Mira...io restitui a Mashuiluwa, e la casa ed il trono di suo padre io restituii a lui".
Alcuni storici ritengono oggi che il sobillatore Piyama-Radu che, con l'appoggio di Ahhiyawa, tenne in scacco l'impero ittita per tutta la prima metà del XIII secolo con rivolte ed insurrezioni in varie zone di Arzawa, potesse essere il nipote di Uhha-Ziti, figlio di Piyama-Kurunta, e che stesse tentando di riconquistare il trono del nonno..